# Choummaly Sayasone

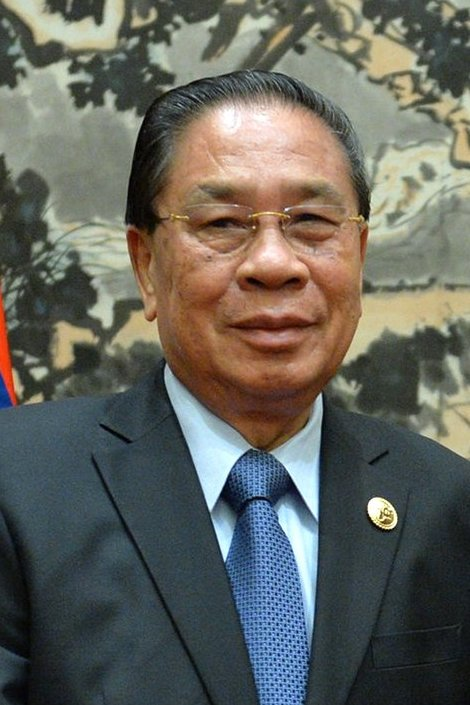
Choummaly Sayasone

Choummaly Sayasone (Lao: ຈູມມະລີ ໄຊຍະສອນ; * 6. März 1936 in Attapeu) war von 2006 bis 2016 Generalsekretär der Laotischen Revolutionären Volkspartei und 6. Präsident von Laos.

## Leben und Wirken
Choummaly wurde als Sohn eines Bauern geboren und ging noch als Jugendlicher zu den Pathet-Lao-Verbänden, wo er zeitweise unter vietnamesischem Kommando diente. Er diente sich vom einfachen Soldaten bis zum Generalmajor hoch. 1975 wurde sein Name erstmals offiziell in der Funktion des stellvertretenden Generalstabschefs bekannt.
Choummaly rückte 1982 zum stellvertretenden Verteidigungsminister und 1991 zum Verteidigungsminister auf (dabei folgte er wiederum Khamtay Siphandone). Damit einher ging sein Aufstieg in der Partei, seit ca. 1982 ist er Mitglied des ZK. 1991 stieg er ins Politbüro auf. Der nächste Karriereschritt war seine Beförderung zum stellvertretenden Ministerpräsidenten (unter Beibehaltung seines Amtes als Verteidigungsminister) im Februar 1998. Aus dem aktiven Dienst schied er 2001 aus und wurde zum Vizepräsidenten gewählt.
Im März 2006 bestimmte ihn das Zentralkomitee dann zum Generalsekretär der Partei. Am 8. März 2006 schließlich berief ihn die neu gewählte Nationalversammlung zum Präsidenten, mit dem bisherigen Ministerpräsidenten Boungnang Vorachith als Stellvertreter. Im Juni 2014 wurde er wiedergewählt.